# Dubivka, Zinkiv
Dubivka (în ucraineană Дубівка) este un sat în orașul raional Zinkiv din regiunea Poltava, Ucraina.

## Demografie
Componența lingvistică a localității Dubivka
     Ucraineană (99,17%)
     Alte limbi (0,83%)
Conform recensământului din 2001, majoritatea populației localității Dubivka era vorbitoare de ucraineană (99,17%), existând în minoritate și vorbitori de alte limbi.